# Вулканокластичне стене
Вулканокластичне стене настају од материјала магматског (вулканског) порекла, међутим, начин појављивања, услови стварања и морфолошке карактеристике су исте као код кластичних седимената. 
Фрагментирани вулкански материјал је различитих димензија, и према величини зрна се дели на:
- блокове (угласте) и бомбе (заобљене), чија је величина зрна изнад 32 mm;
- лапиле, са величином зрна од 32 до 4 mm;
- вулкански песак и пепео, са димензијама мањим од 4 mm;
- вулканску прашину, чије су честице мање од 0,25 mm.

Према начину формирања, учешћу лавичног, вулканокластичног и теригеног материјала, ове стене се деле на:
1. лавокластичне,
2. пирокластичне,
3. седиментно-пирокластичне.

Од вулканских блокова и незаобљеног грубозрног материјала уопште образују се вулканске брече. Обично су везане ситнозрним материјалом, крупноће песка и пепела. Ако је ова међумаса (матрикс) од вулканског пепела, онда се таква стена назива туфобреча. Међутим, често се вулканске брече везују тако што нагомилани блокови бивају заливени касније изливеном лавом. Овако везане вулканске брече називају се лавобрече.
Нагомилавањем вулканских бомби настаје стена која се назива вулканским агломератом. Разлика у односу на вулканску бречу је што су код агломерата фрагменти заобљени.
Ситнији вулканокластични материјал образује вулканске туфове. Туф је изграђен од угластих фрагмената стена, минерала изграђивача стена и/или од фрагмената вулканског стакла. Име носи према природи стене која је фрагментирана. На основу садржаја фрагмената стакла, кристаластих стена или фрагмената минерала, туфови се деле на:
- витрокластичне,
- литокластичне,
- кристалокластичне,
- мешовите.

Везивање туфова се најчешће врши збијањем честица под притиском виших маса, мада је често да се везивање врши слепљивањем честица услед преливања туфа новодошлом лавом. Туфови су веома подложни изменама, нарочито витрокластични туфови. Најчешће промене су силификација и претварање у глиновите минерале. Од туфова се на тај начин стварају наслаге глина изграђених од монморионита, тзв. бентонити.
Ако пирокластични материјал оадне у басен у коме се врши нормална седиментација, тада долази до његовог мешања са глиновитом материјом, песком, шљунком. Стене образоване на овај начин, које су изграђене делимично од вулканокластичног, а делимично од седиментног материјала, називају се туфити.